# Dr. Scholl’s
Dr. Scholl's — бренд обуви и ортопедических средств по уходу за ногами, возникший в 1906 году в США. В некоторых странах средства продаются под названием «Scholl» (рус. «Шолль»). С 2021 года глобальными правами на бренд владеет инвестиционная фирма Yellow Wood Partners через дочернюю компанию Scholl's Wellness Company, купив в 2019 году лицензию у компании Bayer, а в 2021 году — международные права у Reckitt.

## История

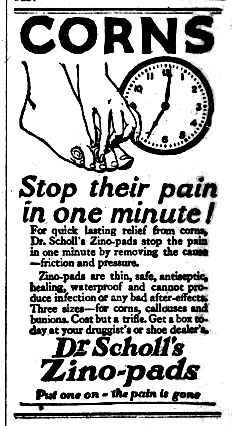
Реклама средства от мозолей Dr. Scholl's в газете Zino-pads

Ортопед Уильям Матиас Шолль основал бренд в 1906 году. Ему приписывают разработку более 1000 продуктов по уходу за ногами. Компания Scholl была включена в список Fortune 500 в 1971 году, когда стала публичной.

### Dr. Scholl's
В 2009 году компания Schering-Plough купила бренд Dr. Scholl's. В 2009 году компания Merck & Co приобрела бренд Dr. Scholl's в рамках приобретения Schering-Plough. Под руководством Merck & Co., Schering-Plough импортировала линейку продукции из Китая и заключила соглашение о распространении обуви в Северной Америке с Brown Shoe Company (ныне Caleres). В 2014 году компания Bayer приобрела Dr. Scholl's в рамках приобретения подразделения Merck & Co, занимающегося потребительским здоровьем. Это приобретение дало им права на бизнес в Северной и Южной Америке.
В июле 2019 года компания Bayer продала бренд Dr. Scholl's компании Yellow Wood Partners за 585 миллионов долларов. Yellow Wood основала новую компанию, Scholl's Wellness Company, для управления брендом.

### Scholl
В 1984 году компания Schering-Plough продала глобальный бренд и несевероамериканские операции компании European Home Products (позднее SSL International), которая производила и распространяла обувь и средства по уходу за ногами под брендом Scholl.
В 2010 году компания Reckitt Benckiser Group приобрела бренд Scholl у SSL International. В 2014 году немецкая частная инвестиционная компания Aurelius приобрела международные права на Scholl Footwear у Reckitt Benckiser, за исключением Северной и Южной Америки.
В июне 2021 года Reckitt продал Scholl, включая бренд Amope, компании Yellow Wood Partners, объединив бизнес Scholl и Dr. Scholl's впервые за более чем 40 лет.